# 태백시·횡성군·영월군·평창군·정선군
태백시·횡성군·영월군·평창군·정선군은 대한민국의 옛 국회의원 선거구이다. 당시 강원도 태백시, 횡성군, 영월군, 평창군, 정선군 일대를 관할하였다.

## 역사
대한민국 제20대 국회의원 선거를 앞두고 홍천군·횡성군 선거구가 인구 하한선에 미달하게 됨에 따라 태백시·영월군·평창군·정선군 선거구에 횡성군을 편입하여 신설되었다.
대한민국 제21대 국회의원 선거를 앞두고 삼척권 통합 선거구를 획정하기로 방향이 잡히게 되었다. 이에 태백시와 정선군이 동해시·삼척시 선거구와 함께 동해시·태백시·삼척시·정선군 선거구를 이루게 되었고 남은 횡성군, 영월군, 평창군은 홍천군과 함께 홍천군·횡성군·영월군·평창군 선거구를 이루게 되면서 폐지되었다.

## 관할 구역
- 태백시 전역
- 횡성군 전역
- 영월군 전역
- 평창군 전역
- 정선군 전역

## 역대 국회의원
| 선거   | 정당 | 정당     | 의원   |
| ------ | ---- | -------- | ------ |
| 2016년 |      | 새누리당 | 염동열 |

## 역대 선거 결과

### 대한민국 제20대 국회의원 선거
|  | 40.74% |

|  | 39.49% |

|  | 19.75% |